# كنيسة مار إليان
كنيسة مار إليان كنيسة أثرية قديمة تقع في حمص وسط سوريا، بإشراف أبرشية حمص ضمن بطريركية أنطاكية وسائر المشرق للروم الأرثوذكس، وهي تحوي رفات القديس إليان الحمصي، القديس المسيحي الذي قتل خلال الاضطهادات الرومانية في القرن الثالث. تقع الكنيسة في شارع طرفة بن العبد بالقرب من بوابة تدمر داخل حمص القديمة، ويقام عيد القديس إليان سنويًا في 6 فبراير وهو ما يجذب عددًا كبيرًا من الحجاج.
يقام في الكنيسة سنويًا وبالتعاون مع مجلس مدينة حمص «أسبوع مار إليان الثقافي».

## التاريخ

### التاريخ القديم

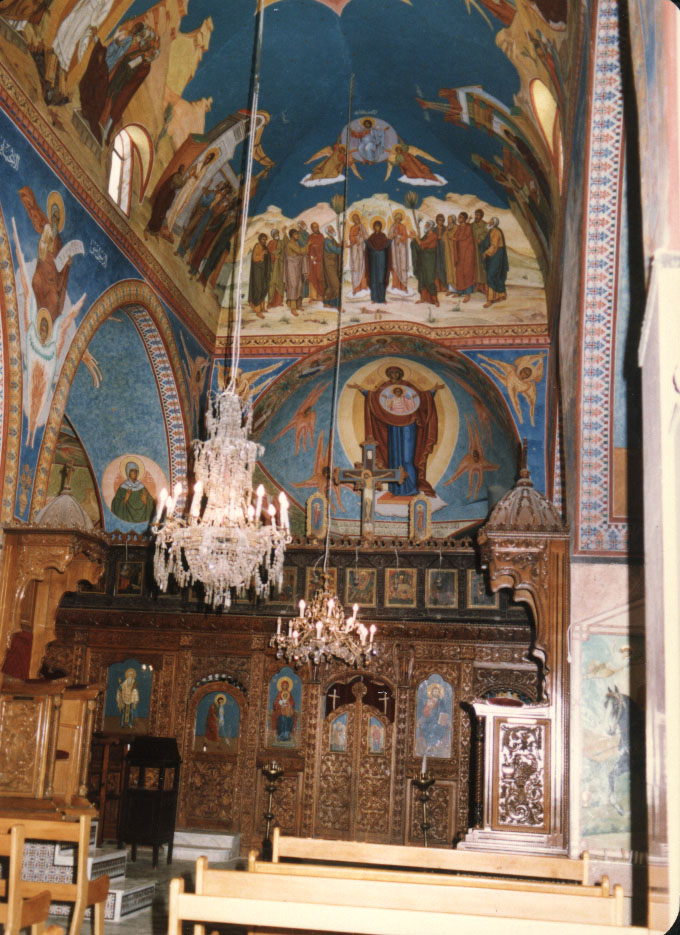
كنيسة القديس اليان الحمصي

اشتقت الكنيسة اسمها من القديس إليان الحمصي، وهو من مواطني حمص قتل لرفضه التخلي عن المسيحية عام 285 على أيد الجنود الرومان، وهو كان ضابطًا في الجيش وطبيبًا تنسب معجزات شفاء مختلفة له. دفن مار إليان في مغارة قريبة خارج المدينة، وكان المسيحيون يكرمونه منذ القرن الثالث. في العام 432 صدر أمر ببناء كنيسة كبيرة في حمص وفي عام 451 قرر بولس أسقف المدينة نقل رفات القديس من المغارة إلى الكنيسة وتوسعتها على نفقته الخاصة. وقد وضع بها ناووس كبير يحوي رفات القديس إذ بلغ طول الناووس 23،2م وعرضه 35،1م أما ارتفاعه 6,1م؛ وله غطاء هرمي الشكل، يزيّن جوانبه مع الغطاء 11 صليباً نافراً.
وقد بنيت الكنيسة وفق الطراز البيزنطي في العمارة، وزينت بأعمدة من رخام. طوال فترة القرون الوسطى، لا يوجد أي أثر مكتوب يفيد بحال الكنيسة، إلا أنه من المؤكد أنها لم تدمر بل مكثت في مكانها، هناك دليلان ناصعان على ذلك هما أيقونة للقديس إليان موجودة حالياً في باريس تحمل تاريخ 1598 وقد أهداها إلى «دير مار اليان» بطريرك أنطاكية وسائر المشرق «يواكيم السادس» الذي كان سابقاً مطراناً على المدينة ومن جهة أخرى هناك أحد الرحالة الفرنسيين الذي زار حمص في مايو 1658 يتحدث عن الكنيسة وعن تابوت مار إليان. إلا أنه ربما هدمت أجزاء كبيرة منها في القرن التاسع حين أمر المتوكل على الله هدم جميع كنائس حمص، وهو ما يمكن أن يلاحظ من كون الكنيسة في القرن التاسع عشر مؤلفة من غرفة بطول تسعة أمتار وعرض ستة أمتار فقط، ولا تتسع للمصلين، لذلك فقد شرع في توسعتها عام 1843 بجهود كاهنها يوسف رباحية وأبناء الطائفة واستمر العمل 45 يومًا.

### التاريخ الحديث
في عام 1969 قرر مطران حمص ألكسي عبد الكريم، إعادة ترميم الكنيسة، وخلال عملية إعادة وضع الكلس على جدران القبة من الداخل، انكشفت جداريات كبيرة تغطي القبة تصور مراحل من حياة يسوع ومريم العذراء والتلاميذ الاثني عشر والأنبياء، وترقى هذه الجداريات على أقل تقدير إلى القرن الثاني عشر، ولكن يعتقد البعض من المؤرخين في المدينة أنها تعود إلى القرن السادس، وبكل الأحوال هي أقدم لوحات وأيقونات كنسيّة في سوريا، وقد تمّ إبلاغ مديرية الآثار والمتاحف في دمشق عن هذا الاكتشاف فقامت بأعمال الترميم للحفاظ على الأيقونات بحالتها الأصلية بدءًا من مايو 1970. كما تم رسم المزيد من الجدرايات على أطراف الكنيسة قام بها الفنانان جبرائيل وميخائيل موروشان الوافدين من رومانيا، وقد استمرت عمليات الرسم بين 12 أبريل و28 نوفمبر 1973. وتم الافتتاح في 3 فبراير 1974، بعد أو وصل الأيقونسطاس الجديد (والذي يمكن تعريبه "حامل الأيقونات الذي يفصل هيكل الكنيسة عن صحنها) من رومانيا وهو هدية من بطريركها إلى الكنيسة.